# Zosteria hispida
Zosteria hispida är en tvåvingeart som beskrevs av Daniels 1987. Zosteria hispida ingår i släktet Zosteria och familjen rovflugor. Inga underarter finns listade i Catalogue of Life.